# سوکان (راهب)
سوکان (به ژاپنی: 僧官 Sōkan)، سیستم رتبه‌بندی ژاپنی (⎘ ژاپن) برای روحانیون بودایی است.
سه رتبه وجود دارد که مجموعاً به عنوان سوگو Sōgō (僧綱) شناخته می‌شوند که شامل ده دسته یا سطح است و به دنبال آن یک سری عناوین که در مجموع به عنوان سوئی sōi (僧位) شناخته می‌شوند.
هر یک از این سه رده با شکلی مختصر شناخته می‌شوند.
راهبان (بهکشو) اغلب بر اساس رتبه خود نامیده می‌شوند، نه عنوان خاص.
رتبه اول، سوجو، از سه سطح تشکیل شده است:
- دای-سوجو Dai-sōjō (大僧正)
- سوجو Sōjō (僧正)
- گون-سوجو Gon-sōjo (権僧正)

رتبه دوم، sōzu، دارای چهار سطح است:
- دای-سوزو Dai-sōzu (大僧都)
- گون-دای-سوزو Gon-dai-sōzu (権大僧都)
- شو-سوزو Shō-sōzu (小僧都)
- گون-شو-سوزو Gon-shō-sōzu (権小僧都)

آن راهبان می‌توانند عناوین زیر را که به عنوان sōi شناخته می‌شوند، کسب کنند::
- دای-ریششی Dai-risshi (大律師)
- چو - ریششی Chū-risshi (中律師)
- گون- ریششی Gon-risshi (権律師)

آن راهبان می‌توانند عناوین زیر را که به عنوان sōi شناخته می‌شوند، کسب کنند:
- هوئین Hōin - مهر قانون برای رتبه sōjo
- هوگن Hōgen - چشم قانون برای رتبه sōzu
- هوکیو Hōkyō - پل قانون برای رتبه risshi